# Leo Pulp
Leo Pulp è un personaggio immaginario ideato da Claudio Nizzi e da Massimo Bonfatti, protagonista di un'omonima serie a fumetti pubblicata in Italia dalla Sergio Bonelli Editore. La serie è composta da tre volumi pubblicati nel 2001, nel 2005 e nel 2007, tutti scritti da Nizzi e disegnati da Bonfatti, autore anche delle copertine. La serie venne ristampata a partire dal 2011 dalla SaldaPress nella collana Maèstro in tre volumi affiancata da una edizione limitata in cento copie.

## Personaggio
Il personaggio è un investigatore privato di Hollywood realizzato secondo l'iconografia classica del genere dei film noir degli anni quaranta. Ha un ufficio molto disordinato e prende venticinque dollari al giorno per il suo lavoro. Ha un carattere cinico e romantico. Comprimari sono il capitano di polizia Nick Tracy, chiamato Dick da Leo, che lo aiuta malvolentieri in quanto costretto da un debito che ha verso di lui; altro personaggio ricorrente è Norma, una donna che gestisce un bar frequentato da Leo dove mangia a sbafo.

## Elenco degli albi
| Nr. | Titolo                        | Data pubblicazione | Soggetto e sceneggiatura | Disegni                          |
| --- | ----------------------------- | ------------------ | ------------------------ | -------------------------------- |
| 1   | La scomparsa di Amanda Cross  | Giugno 2001        | Claudio Nizzi            | Massimo Bonfatti                 |
| 2   | I delitti di Sunset Boulevard | Marzo 2005         | Claudio Nizzi            | Massimo Bonfatti                 |
| 3   | Il caso della magnolia rossa  | Giugno 2007        | Claudio Nizzi            | Massimo Bonfatti Cesare Buffagni |